# サラブレッド (キャロル・キングのアルバム)
| 専門評論家によるレビュー | 専門評論家によるレビュー |
| レビュー・スコア         | レビュー・スコア         |
| 出典                     | 評価                     |
| ------------------------ | ------------------------ |
| オールミュージック       | [ 2 ]                    |
| ローリング・ストーン     | (positive)               |

『サラブレッド』（原題：Thoroughbred）は1976年にリリースされたアメリカのシンガー・ソングライターキャロル・キングのアルバム。 このアルバムはオード・レコードからリリースされたキングの最後の仕事であり、『つづれおり』以来、キングの協力者であったルー・アドラーがプロデュースした最後のアルバムでもある。 
「オンリー・ラヴ・イズ・リアル (Only Love Is Real)」はこのアルバムからリードシングルとしてリリースされ、米国ビルボード・アダルト・コンテンポラリー・チャートでキングにとって4曲目かつ最後の1位となった。ボーカルにデヴィッド・クロスビーとグラハム・ナッシュをフィーチャーした「遠い想い出 (High out of Time)」もシングルとしてリリースされた。 「愛は思いやり (There's a Space Between Us)」には、ジェームス・テイラーによるハーモニー・ボーカルも含まれている。 

## トラックリスト
特記あるものを除きすべてキャロル・キングによる作詞作曲 
サイド1
1. 「ソー・メニイ・ウェイズ - So Many Ways」– 3:11
2. 「ドーター・オブ・ライト - Daughter of Light」（ ジェリー・ゴフィン 、キング）– 3:11
3. 「遠い想い出 - High Out of Time」（ゴフィン、キング）– 3:15
4. 「オンリー・ラヴ・イズ・リアル - Only Love is Real  」– 3:29
5. 「愛は思いやり - There's a Space Between Us」– 3:20

サイド2
1. 「気が合う二人 - I'd Like to Know You Better」– 2:48
2. 「人生は独りぼっち - We All Have to Be Alone」（ゴフィン、キング）– 3:44
3. 「アムブロウジアの丘 - Ambrosia」（キング、 デイブ・パーマー ）– 3:16
4. 「スティル・ヒア・シンキング・オブ・ユー - Still Here Thinking of You」（ゴフィン、キング）– 3:11
5. 「ワーク・アウト・ファイン - It's Gonna Work Out Fine」– 3:50

## パーソネル
- キャロル・キング – ピアノ、ボーカル、バックグラウンド・ボーカル
- ダニー・"クーチ”・コーチマー – ギター、ボーカル
- ラス・カンケル – ドラムス
- ラルフ・マクドナルド – パーカッション
- デヴィッド・クロスビー – バックグラウンドボーカル
- グラハム・ナッシュ – バックグラウンドボーカル
- トム・スコット – サックス
- リーランド・スカラー – ベースギター
- J.D.サウザー – バックグラウンドボーカル
- ジェームス・テイラー – ギター、バックグラウンドボーカル
- ワディ・ワクテル – ギター

製作ノート
- ルー・アドラー – プロデューサー
- ミルト・キャリス – エンジニア
- ハンク・チカロ – エンジニア

## チャート
| チャート(1976)               | 順位 |
| ---------------------------- | ---- |
| カナダRPMアルバム・チャート  | 9    |
| オリコン・アルバム・チャート | 7    |
| 米国ビルボード200            | 3    |

| チャート(1976)     | 順位 |
| ------------------ | ---- |
| 米国ビルボード年間 | 85   |

## 認証
| 国/地域               | 認定 |
| --------------------- | ---- |
| アメリカ合衆国 (RIAA) | Gold |